# Benelli Sei
La Benelli Sei è una gamma di motocicli italiani, comprendente la Benelli 750 Sei  e la Benelli 900 Sei, dotati di propulsore ciclo Otto, esacilindrico in linea frontemarcia, prodotta dalla Benelli dal 1974 al 1986.

## Il contesto
È l'inizio degli anni settanta quando l'industriale argentino Alejandro De Tomaso acquisisce la Moto Guzzi e la Benelli, due marchi che possono vantare grande tradizione e prestigio, ma la cui produzione è messa in ginocchio dal successo della concorrenza giapponese.
Nel mercato italiano delle maxi-moto, un tempo dominato dalle "mezzolitro" monocilindriche di Mandello del Lario, di Arcore e di Pesaro, spadroneggiano ora le super tecnologiche nipponiche.
Il piano di De Tomaso per uscire dalla situazione di stallo produttivo è molto semplice: copiare i modelli giapponesi meglio riusciti e migliorarli.
La stessa filosofia che i nipponici avevano applicato, nell'immediato dopoguerra, replicando la tecnologia "duetempistica" cecoslovacca delle Jawa e CZ, le soluzioni telaistiche inglesi delle Norton e Triumph ed i motori plurifrazionati italiani della Gilera e MV Agusta, nobili discendenti dalla Rondine.
Vale ricordare che, nella seconda metà degli anni sessanta, la medesima operazione era stata messa in atto dalla Moto Laverda che aveva ottenuto un buon successo commerciale con i modelli bicilindrici da 650 e 750 cm³, "ispirati" alla Honda CB 77.

## Il progetto

De Tomaso presenta alla stampa il prototipo Benelli 750 Sei, nel 1972

De Tomaso pensa in grande e decide di attaccare frontalmente le case giapponesi: la gamma Guzzi-Benelli verrà completamente rivoluzionata con l'inserimento di una decina di nuovi modelli, partendo dai ciclomotori e fino ad arrivare alla punta di diamante della produzione: una ‘'750'’ sei cilindri che rappresenti il massimo della tecnologia mondiale.
Il programma è particolarmente ambizioso e servirebbero almeno 5 anni di incessante lavoro, solo per progettare i motori ed approntare dei prototipi funzionanti. Fare tutto in un solo anno, come si pretendeva, era pura follia.
Per ovviare al problema, De Tomaso escogita una soluzione molto semplice. Per quanto riguarda i motori a 2T, verranno utilizzati progetti esistenti che giacciono nel reparto esperienze Benelli da alcuni anni (i quali daranno origine da un lato alle 50/90/125 monocilindriche, e dall'altro alle 125/250 2C). Per quanto attiene ai motori 4T plurifrazionati, ci si dovrà “ispirare” ai propulsori della gamma “Honda Four” che con la sua "CB750 K1" e sorelle minori di “500” e “350” cm³,  è l'indiscussa regina del mercato.
La parola d'ordine è copiare la Honda senza farlo capire e superarla sul fronte dell'immagine tecnologica, se non della sostanza.
Ben conscio circa l'importanza, per un prodotto “ludico”, dell'aspetto estetico e della componentistica di livello, De Tomaso affida il design a Paolo Martin responsabile del design Ghia e coinvolge Pirelli, Brembo e Marzocchi per la realizzazione di appositi pneumatici, freni a disco e forcella.
È con questa commessa che la Brembo realizza i primi freni a disco per motociclo, per la cui produzione diverrà leader mondiale.
La parte telaistica non rappresentava certo un problema per le maestranze della Guzzi - Benelli, ma si incontrarono seri problemi per la realizzazione dei propulsori, in quanto i motori plurifrazionati non erano mai stati prodotti in serie dalle due case italiane.
Per la progettazione dei motori viene incaricato Piero Prampolini che, a tempo di record, realizza un propulsore di 750 cm³, equamente distribuiti nei sei cilindri frontemarcia. Tenuto conto che la componentistica italiana di quell'epoca era assolutamente inadeguata ad affrontare un simile impegno, la creatura di Prampolini è da considerarsi un autentico capolavoro.

## La realizzazione

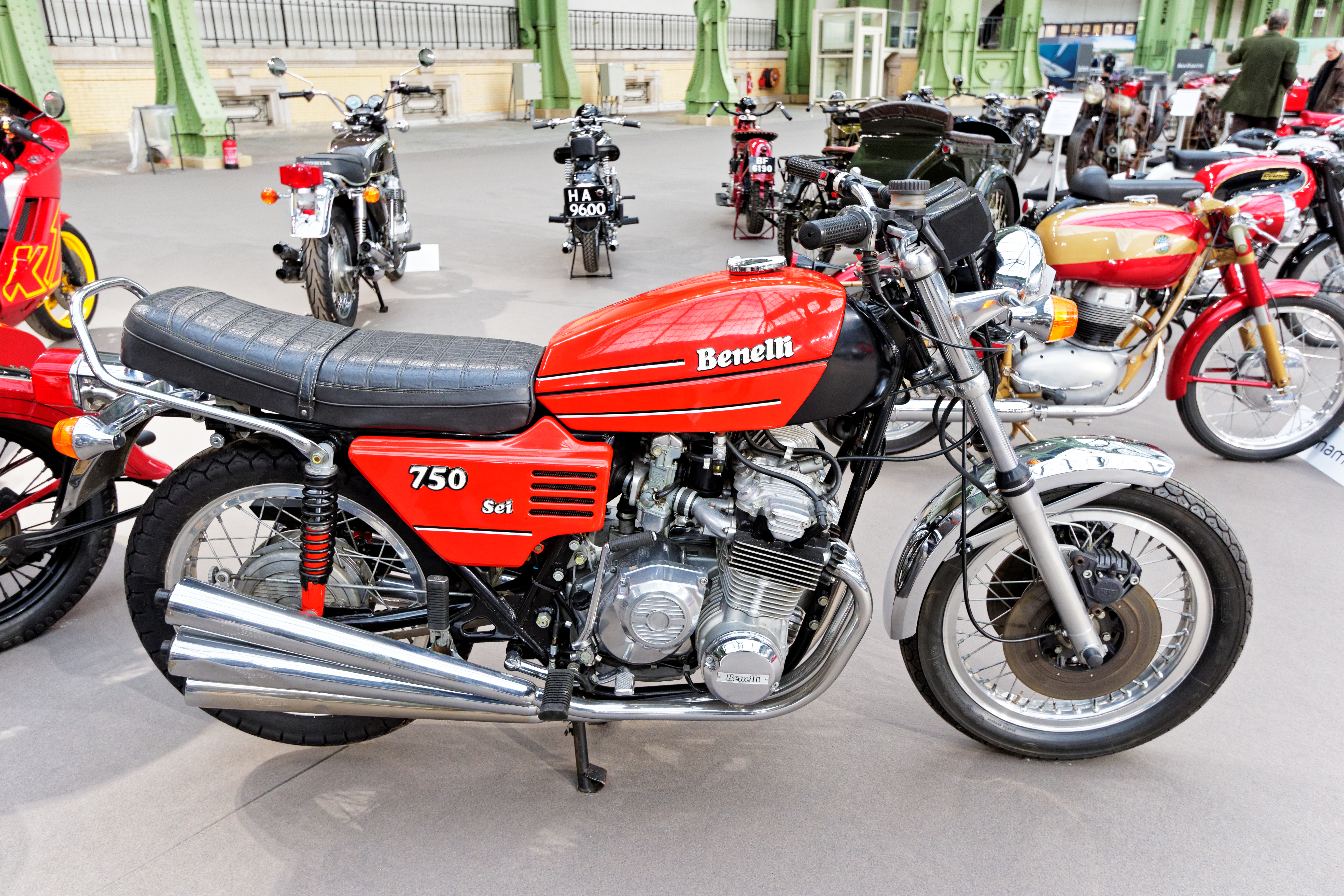
La Benelli 750 Sei del 1976

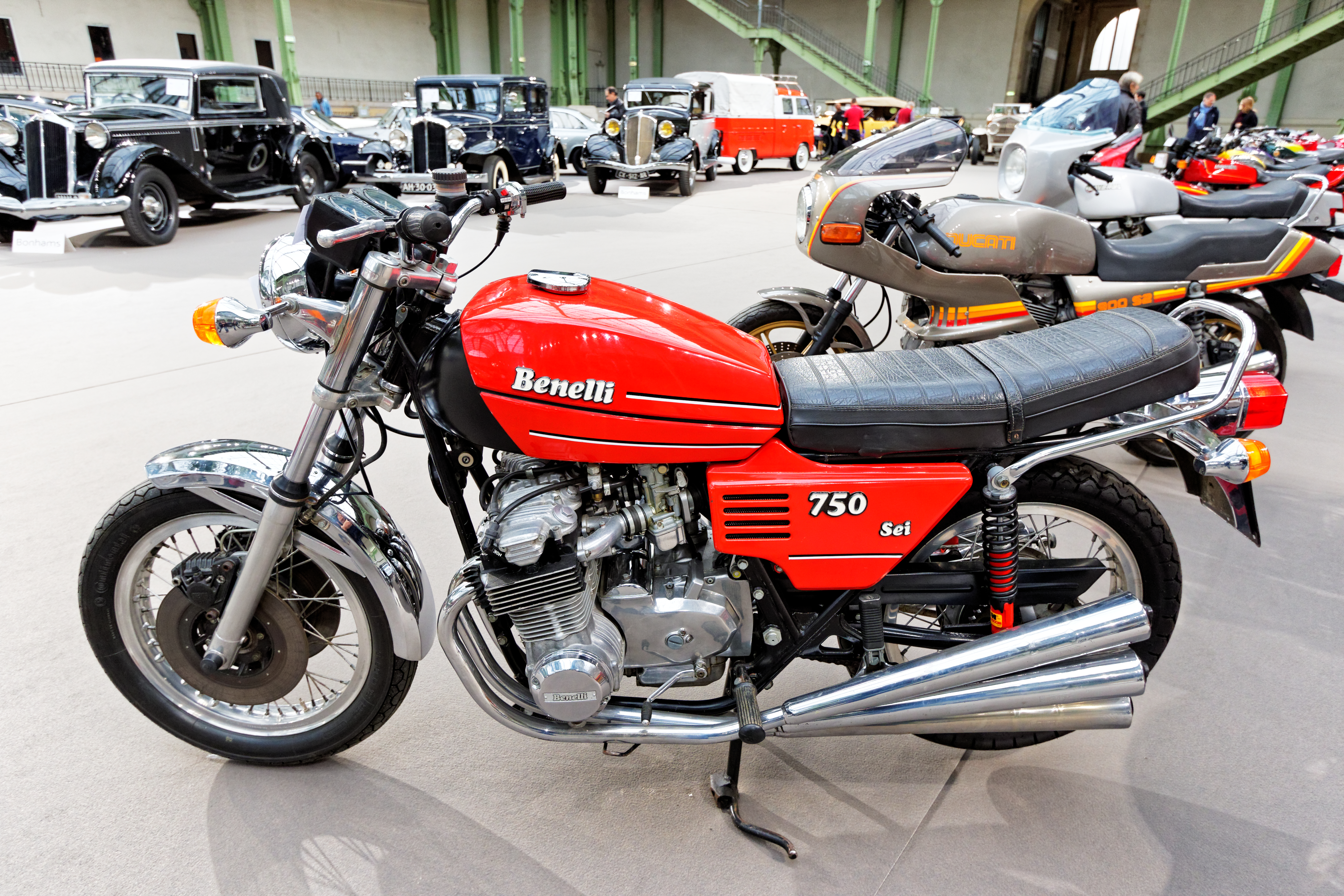
La Benelli 750 Sei del 1976

Sul finire del 1972, viene presentata la Benelli 750 Sei, suscitando un enorme scalpore ed una grande attesa nel popolo motociclista europeo. In realtà, si tratta solamente di un'operazione d'immagine poiché la moto non è ancora pronta per essere prodotta e venduta.
Nel frattempo, però, alla Benelli le prenotazioni fioccano, tutti i modelli in produzione hanno un'impennata di vendite e le marche giapponesi, battute sul loro stesso terreno, masticano amaro.
Le intenzioni e l'entusiasmo sembravano preludere ad ottimi risultati, tuttavia De Tomaso dovrà fare i conti con la realtà industriale italiana. Inoltre, alcuni problemi deriveranno anche dalla decisione di utilizzare i reparti Moto Guzzi per la produzione dei motori.
Quelli non erano i tempi delle macchine utensili computerizzate, del "Just in time" e della globalizzazione. Le parti meccaniche venivano costruite al tornio da maestranze specializzatissime e fortemente fedeli alla marca; silenziose artefici delle vittoriose galoppate dei vari Ubbiali, Lomas, Anderson e Lorenzetti.
Convincere gli operai della Moto Guzzi a far girare i loro torni per costruire un motore Benelli non sembrava un'operazione semplice e, forse causato anche dal troppo marcato campanilismo, ne soffrì l'affidabilità del motore che lamentava numerosi problemi alla distribuzione ed al cambio; problemi dovuti anche alla scarsa attenzione nella costruzione delle parti fondamentali, in particolare gli alberi a camme ed i bilancieri: proprio quei pezzi in cui, solitamente, la Moto Guzzi non aveva rivali nel mondo. I problemi principali derivarono dalla scelta di utilizzare acciaio al piombo per le forchette d'innesto. Inoltre la cromatura dei bilancieri veniva realizzata al risparmio e si usurava rapidamente.

## La Produzione

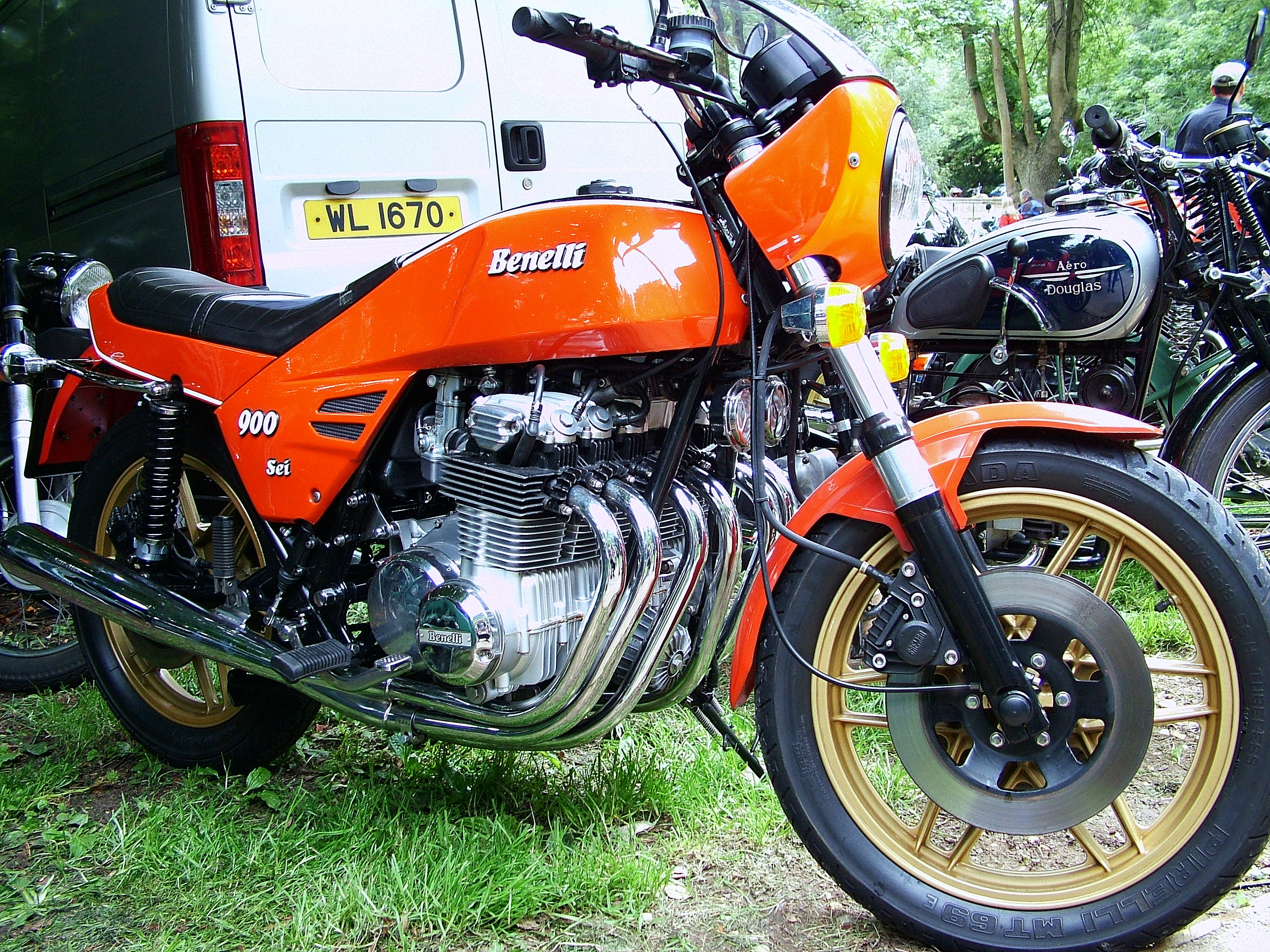
La Benelli 900 Sei del 1981

Protraendosi per oltre due anni, l'attesa di coloro che l'avevano prenotata diventò estenuante e quando finalmente venne loro consegnata si accorsero che, a dispetto dell'interminabile gestazione, la moto presentava una miriade di "difetti di gioventù". Ciò nonostante, il prezzo concorrenziale (L. 2.550.000 su strada) e il prestigio derivante dal possedere l'unica sei cilindri in commercio, contribuirono ad una discreta diffusione.
Negativa per il successo commerciale (non certo all'altezza dell'enorme scalpore suscitato con la presentazione) fu, invece, la mancata tempestività produttiva che pose in vendita il veicolo quando l'interesse per le maxi-moto andava scemando. La Benelli 750 Sei restò l'unica moto a sei cilindri in produzione fino all'uscita della Honda CBX 1000, nel 1978.
Negli anni di produzione, a molti dei difetti iniziali che affliggevano la "Sei" venne posto rimedio, ma l'ingresso sul mercato della concorrenza nipponica, impose alla Benelli un aggiornamento radicale del modello "750" che fu prodotto in 3.200 esemplari.
Nel 1979 venne proposta la "900 Sei" che, oltre alla maggiore cilindrata, offriva una rivisitazione della ciclistica ed un profondo cambiamento dei canoni estetici che, però, non entusiasmò il pubblico.
Fu probabilmente questa la principale causa, oltre all'innegabile gap tecnologico, che determinò l'insuccesso commerciale della "900 Sei", la cui produzione, tuttavia, si trascinò stancamente fino al 1986, totalizzando 1.808 esemplari costruiti.